# 陈烨 (1963年)
陈烨（1963年2月—），男，安徽青阳人，中共党员，中华人民共和国地方政治人物。

## 生平
1985年7月毕业于安徽师范大学中文系获学士学位，1988年7月于安徽师范大学中文系获硕士学位。历任安徽省丝绸进出口公司秘书、办公室副主任，安徽省委办公厅信息处主任科员、助理调研员，安徽省委办公厅秘书室助理调研员、调研员。2002年8月起，调任安徽新华发行集团常务副总经理、总经理、党委副书记。2007年12月，任安徽出版集团副总裁、党委委员，兼任安徽省医药集团股份公司董事长。2009年12月，任安徽省新闻出版局纪检组长、党组成员。2011年4月，挂任铜陵市人民政府副市长。后担任安徽省纪委驻省委宣传部纪检组组长。2017年12月，任安徽省新闻出版广电局局长、党组书记，安徽省版权局局长。2018年11月，安徽省广播电视局组建成立，由陈烨担任安徽省广播电视局党组书记、局长。
2018年3月，任安徽省政协文史资料委员会副主任。2023年1月，任安徽省政协文化文史和学习委员会副主任。